# Amleto Giovanni Cicognani
Amleto Giovanni Cicognani (Brisighella, 24. veljače 1883. – Vatikan, 17. prosinca 1973.) bio je talijanski kardinal Katoličke Crkve. Bio je državni tajnik Vatikana od 1961. do 1969. te dekan Kardinalskog zbora od 1972. do svoje smrti. Cicognani je postao kardinal 1958. godine. Njegov brat, Gaetano Cicognani, također je bio kardinal. Do danas su oni posljednji par braće koji su zajedno bili u Kardinalskom zboru.
Papa Ivan XXIII. imenovao ga je kardinalom-svećenikom crkve S. Clemente na konzistoriju 15. prosinca 1958. godine. Kardinal Cicognani je kasnije, 23. svibnja 1962., uzdignut na naslov kardinala-biskupa Frascatija. Budući da je njegov brat, Gaetano, već bio kardinal od 1953. godine, morala se napraviti iznimka od crkvenog zakona koji je braći zabranjivao istovremeno obnašanje kardinalske službe.